# Supreme Economic Council
Der  Supreme Economic Council (Oberster Wirtschaftsrat) wurde  am 8. Februar 1919 vom Alliierten Obersten Kriegsrat auf Anregung von US-Präsident Wilson anlässlich der Pariser Friedenskonferenz geschaffen. Er verband die Rollen des Allied Maritime Transport Council, des Inter-Allied Food Council, des Supreme Council of Supply and Relief und des Superior Blockade Council (alliierter Blockaderat), die in Sektionen des Supreme Economic Council umgewandelt wurden, und sollte die wirtschaftlichen Maßnahmen der Alliierten im kriegszerstörten Europa während der Zeit des Waffenstillstands bis zur Unterzeichnung der Friedensverträge koordinieren. Er war selbst nicht an der Ausarbeitung der wirtschaftlichen Bestimmungen der Friedensverträge beteiligt.

## Organisation
Den Vorsitz des Rates hatte, nachdem ursprünglich eine Rotation zwischen Repräsentanten der verschiedenen Staaten vereinbart worden war, im Effekt der Brite Lord Cecil inne. Die Siegermächte des Weltkrieges (Großbritannien, Frankreich, Italien, USA, später Belgien) hatten das Recht, bis zu je fünf Mitglieder in den Rat zu entsenden. Die Arbeitssektionen, in denen die eigentliche Arbeit geleistet wurde, und ihre Vorsitzenden waren:
- Food and Relief Section: Mr. Herbert Hoover (USA)
- Finance Section: Mr. Norman Davis (USA)
- Communications Section: General Mance (Vereinigtes Königreich)
- Raw Materials Section: M. Louis Loucheur (Frankreich)
- Blockade Section: Mr. Vance McCormick (USA)
- Shipping Section: Sir Basil Kemball Cook (Vereinigtes Königreich)

Bis auf die Shipping Section, die in London angesiedelt war, arbeiteten alle Sektionen am Sitz des Rates in Paris.

## Beziehungen zu Deutschland
Die Beziehungen des Rates zu deutschen Vertretern waren anfänglich auf die deutsche Waffenstillstandskommission in Spa beschränkt. Im März 1919 wurde deutscherseits zusätzlich eine Finanzkommission in der Nähe von Paris eingerichtet, und am 14. April wurde ein spezielles Unterkomitee des Rates für Deutschland gebildet.

## Ende
Der Supreme Economic Council bestand auch nach der Unterzeichnung des Friedensvertrags mit Deutschland und der Satzung des Völkerbundes im Juni 1919 weiter. Unter anderem beschloss er eine Fortsetzung der Handelsblockade gegen Sowjetrussland. Die Vertreter der USA, die den Vertrag nicht ratifizierten, wurden nach und nach aus den Kommissionen abgezogen. Die letzte Sitzung des Rates fand im März 1920 statt, die Sektionen wurden teilweise in Organisationen des Völkerbunds überführt.